# Leopold Wölfling
Leopold Ferdynand Salwator Maria Józef Jan Chrzciciel Zenobiusz Ruprecht Ludwik Karol Jakub Vivian Habsburg, niem. Leopold Ferdinand Salvator Marie Joseph Johann Baptist Zenobius Rupprecht Ludwig Karl Jacob Vivian von Österreich-Toskana, wł. Leopoldo Ferdinando Salvatore Maria Giuseppe Giovanni Battista Zenobio Ruggero Luigi Carlo Giacomo Viviano d'Asburgo-Lorena, od 1902 Leopold Ferdinand Wölfling (ur. 2 grudnia 1868 w Salzburgu, zm. 4 lipca 1935 w Berlinie) – austriacki arystokrata, 1868–1902 tytularny książę korony b. Wielkiego Księstwa Toskanii, arcyksiążę Austrii.

## Życiorys
Urodził się jako drugie dziecko i najstarszy z synów Ferdynanda IV, byłego wielkiego księcia Toskanii oraz jego drugiej żony Alicji Burbon-Parmeńskiej. Z dniem narodzin otrzymał tytuł księcia korony i następcy tronu Toskanii, do której rościł sobie prawa jego ojciec oraz arcyksięcia Austrii, przyznany przez cesarza Franciszka Józefa. Leopold odebrał staranne wykształcenie zapewnione przez cesarskich guwernantów. Uczył się języków obcych, m.in. włoskiego, francuskiego, angielskiego oraz łaciny i greki; wykazywał również uzdolnienia matematyczne.
W 1886 rozpoczął służbę wojskową w Cesarsko-Królewskiej Marynarce Wojennej, gdzie w 1890 otrzymał awans na stopień porucznika okrętu liniowego. W owym czasie Leopold związał się z Elwirą Marią Burbon (1871–1929), córką Karola, karlistowskiego pretendenta do tronu Hiszpanii. Jednak cesarz nie wyraził zgody na małżeństwo pary, obawiając się uwikłania Austro-Węgier w skomplikowaną politykę wewnętrzną obcego kraju. W latach 1892–1893 Leopold uczestniczył w wyprawie badawczej, opływając świat na statku SMS Kaiserin Elisabeth, dowodzonym przez Franciszka Ferdynanda Habsburga. W 1896 został przeniesiony do sił lądowych i awansowany na majora. Dalszą służbę wojskową odbył w 8. c.k. pp w Brnie. W tym okresie poznał w Ołomuńcu Wilhelminę Adamovićovą (1877–1908), prostytutkę, córkę urzędnika pocztowego, z którą planował wziąć ślub. Wobec tego został przeniesiony do Przemyśla. Jednak zabrał tam ze sobą Adamovićovą jako gospodynię i zadbał o jej wykształcenie. Wobec narastającego skandalu, cesarz skierował Leopolda do służby w Koblencji.
W 1902 Leopold, wspierany finansowo przez siostrę Ludwikę, wyemigrował wraz z Wilhelminą do Szwajcarii. 19 grudnia 1902 wystąpił do cesarza o zwolnienie z obowiązków dynastycznych i zezwolenie na przyjęcie nazwiska Wölfling. Franciszek Józef przystał na prośbę Leopolda, zagospodarowując rentę finansową dla byłego księcia i zobowiązując go do pozostania za granicą (29 t.m.). 27 stycznia 1903 w Genewie Leopold Wölfing ożenił się z Wilhelminę Adamovićową. Małżeństwo rozpadło się w 1907 z powodu dołączenia Wilhelminy do komuny artystycznej braci Gustava i Karla Gräserów na Monte Verità. Już 26 października 1907 w Zurychu Leopold ożenił się ponownie z Marią Ritter (1876–1924), byłą prostytutką z Monachium. Młode małżeństwo osiadło w Paryżu.
W 1914 Leopold Wölfing zgłosił się do służby w armii austro-węgierskiej. Pomimo przyjęcia, decyzją cesarza został wydalony z wojska. Po upadku Austro-Węgier w 1918 ustały apanaże dla Leopolda, który popadł w wysokie długi. 2 stycznia 1922 adoptował Aloisię Starik zam. Böhm (1917–1965). Od października 1926 prowadził wraz z córką sklep spożywczy w Wiedniu. W 1928 podjął pracę przewodnika muzealnego w Pałacu Schönbrunn. Pisywał też jako publicysta do różnych czasopism, gł. „Die Stunde”. W l. 20. XX w. opublikował wspomnienia i eseje historyczne dotyczące domu Habsburgów.

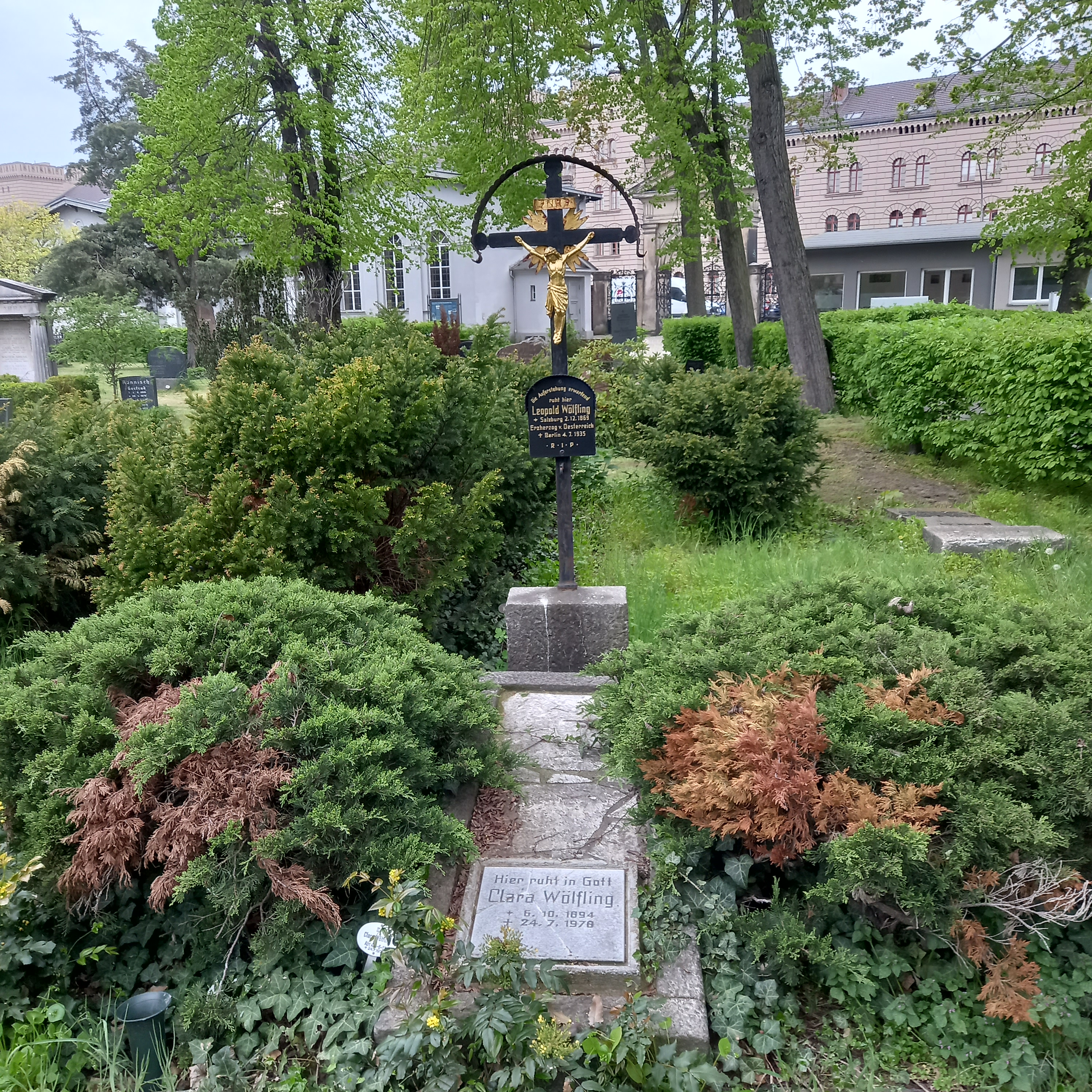
Wygląd grobu na Cmentarzu Jerozolimskim w Berlinie

W 1933 entuzjastycznie przyjął objęcie władzy przez Adolfa Hitlera. Na fali tych nastrojów osiadł w Berlinie, gdzie 3 lipca 1933 ożenił się po raz trzeci z Kaszubką, Klarą Jadwigą Pawłowską (1894–1978). Tam zmarł 4 lipca 1935 i został pochowany na Cmentarzu Jerozolimskim (kwatera III/1).

## Publikacje
- Habsburger unter sich : Freimütige Aufzeichnungen eines ehemaligen Erzherzogs. Berlin: Goldschmidt-Gabrielli, 1921 (przekł. czes. František Borovy. Praha: „Šolc a Šimáček”, 1921).
- My life story : From archduke to grocer. London: Hutchinson & Co, 1930.
- Als ich Erzherzog war. Berlin: Verlag Selle-Eysler, 1935 (przekł. fr. Gustave Welter. Paris: „Payot”, 1937).

## Ordery i odznaczenia
- Wielki Mistrz Orderu św. Stefana
- Wielki Mistrz Orderu św. Józefa
- Wielki Mistrz Orderu Zasługi Wojskowej
- Kawaler Orderu Złotego Runa
- Krzyż Zasługi Wojskowej
- Krzyż Mariański